# 96192 Calgary
96192 Calgary è un asteroide della fascia principale. Scoperto nel 1991, presenta un'orbita caratterizzata da un semiasse maggiore pari a 2,3220954 UA e da un'eccentricità di 0,1447600, inclinata di 7,62513° rispetto all'eclittica.
L'asteroide è dedicato all'omonima città canadese.